# Montevideo (película)
Montevideo, ¡Dios te bendiga! (Serbio: Монтевидео, Бог те видео!/Montevideo, Bog te video!) es una película serbia de 2010, ambientada en los años 1930 y cuenta la historia de como se formó la selección de fútbol de Yugoslavia para concurrir al primer campeonato del mundo en Montevideo, Uruguay, en 1930.

## Descripción
También dentro del eje central de la participación en el primer mundial de fútbol del mundo, se entrecruzan historias de amor, política, humor y drama. La historia está basada en el libro “Montevideo, God Bless You!” del periodista deportivo Vladimir Stankovic. Por otra parte nos muestra una buena reconstrucción de época del Belgrado de los años 30
. 
La película además es la primera parte de una serie de dos películas sobre el mismo tema, la primera del díptico ésta muestra la etapa previa al viaje a Montevideo y la segunda nos mostrará el mundial de fútbol de 1930 en Montevideo. A pesar de tener una duración de dos horas 20 minutos, la película en todo momento mantiene la atención del espectador, según la mayoría de los críticos, gracias a un buen guion, dirección, fotografía y actores, si bien algunos cuestionan que se le ha dado un enfoque muy comercial a la realización. Cuenta además con un motivo más de atracción local y es el contenido de revisionismo histórico presente en el guion.

## Premios obtenidos
Nominada para "The Gorki List 2011 MTV Movie Awards".